# パナットニコム郡
座標: 北緯13度27分8秒 東経101度10分38秒 / 北緯13.45222度 東経101.17722度
パナットニコム郡（パナットニコムぐん）は、タイ中部・チョンブリー県の郡（アムプー）である。

## 名称
パナットニコムとは「森の村」と言う意味である。

## 歴史
パナットニコムの歴史はクメール王朝時代までさかのぼることができる。考古学者はこの郡内でクメール時代の遺構を発見している。
時代は下りラーマ3世（ナンクラオ）の時代、1828年、町（ムアン）が建立された。その後、1904年にラーマ5世（チュラーロンコーン）によってチョンブリー県に編入された。

## 地理
バーンパコン川の支流が形成した平地にある。郡の主な河川は、ルワン川、サーリカー川である。
交通は北から西に道路が通っており、北にチャチューンサオ、西にチョンブリー方面に通じている。国道349号線が南に延びておりバーンブン方面に通じている。また国道3246号線が東に延びており、コチャン方面と通じる。

## 経済
郡内の主な産業は農業である。主な農業生産品に、コメ、タピオカ、パイナップル、サトウキビ、野菜類などがある。

## 行政区分
郡は20のタムボンに分かれ、さらにその下位に185の村（ムーバーン）がある。自治体（テーサバーン）があり以下のようになっている。
- テーサバーンタムボン・パナットニコム・・・タムボン・パナットニコム全体

また郡内には19のタムボン行政体（オンカーンボーリハーンスワンタムボン）がある。なお以下のリストで欠番のタムボンは分離しコチャン郡となっている郡である。
1. タムボン・パナットニコム・・・ตำบลพนัสนิคม
2. タムボン・ナープラタート・・・ตำบลหน้าพระธาตุ
3. タムボン・ワットルワン・・・ตำบลวัดหลวง
4. タムボン・バーンスート・・・ตำบลบ้านเซิด
5. タムボン・ナールーク・・・ตำบลนาเริก
6. タムボン・モーンナーン・・・ตำบลหมอนนาง
7. タムボン・サシーリアム・・・ตำบลสระสี่เหลี่ยม
8. タムボン・ワットボート・・・ตำบลวัดโบสถ์
9. タムボン・クットゴーン・・・ตำบลกุฎโง้ง
10. タムボン・フワタノン・・・ตำบลหัวถนน
11. タムボン・ターカーム・・・ตำบลท่าข้าม

1. タムボン・ノーンプルー・・・ตำบลหนองปรือ
2. タムボン・ノーンカヤート・・・ตำบลหนองขยาด
3. タムボン・トゥンクワーン・・・ตำบลทุ่งขวาง
4. タムボン・ノーンヒエン・・・ตำบลหนองเหียง
5. タムボン・ナーワンヒン・・・ตำบลนาวังหิน
6. タムボン・バーンチャーン・・・ตำบลบ้านช้าง

1. タムボン・コークプロ・・・ตำบลโคกเพลาะ
2. タムボン・ライラックトーン・・・ตำบลไร่หลักทอง
3. タムボン・ナーマトゥーン・・・ตำบลนามะตูม